# میل استودانهای مرغاب
میل استودانهای مرغاب مربوط به دوره ساسانیان است و در شهرستان خرم بید، بخش مشهد مرغاب، ۱/۵ کیلومتری شمال غرب شهر مرغاب واقع شده و این اثر در تاریخ ۷ اسفند ۱۳۸۶ با شمارهٔ ثبت ۲۱۴۲۵ به‌عنوان یکی از آثار ملی ایران به ثبت رسیده است.